# Spirobolus saussurii
Spirobolus saussurii är en mångfotingart som beskrevs av Porath 1872. Spirobolus saussurii ingår i släktet Spirobolus och familjen Spirobolidae. Inga underarter finns listade i Catalogue of Life.